# Liste des joueurs les plus titrés en NBA
Cet article présente la liste des joueurs les plus titrés en NBA. Elle regroupe tous les basketteurs ayant remporté au moins 3 titres de champion de la NBA en tant que joueurs, soit 77 joueurs au total.

## Palmarès
|      | Joueur intronisé au Basketball Hall of Fame |
| Gras | Joueur en activité en NBA / Records         |

| Rang | Joueur              | Poste | Titres | Apparitions | Saisons jouées | Nombre de FMVP | Franchises et saisons                                                                                        |
| ---- | ------------------- | ----- | ------ | ----------- | -------------- | -------------- | --- |
| 1er  | Bill Russell        | C     | 11     | 12          | 13             | -              | Celtics de Boston (1957, 1959, 1960, 1961, 1962, 1963, 1964, 1965, 1966, 1968, 1969)                         |
| 2e   | Sam Jones           | G     | 10     | 11          | 12             | -              | Celtics de Boston (1959, 1960, 1961, 1962, 1963, 1964, 1965, 1966, 1968, 1969)                               |
| 3e   | Tom Heinsohn        | F     | 8      | 9           | 9              | -              | Celtics de Boston (1957, 1959, 1960, 1961, 1962, 1963, 1964, 1965)                                           |
| 3e   | K. C. Jones         | G     | 8      | 8           | 9              | -              | Celtics de Boston (1959, 1960, 1961, 1962, 1963, 1964, 1965, 1966)                                           |
| 3e   | Tom Sanders         | F     | 8      | 8           | 13             | -              | Celtics de Boston (1961, 1962, 1963, 1964, 1965, 1966, 1968, 1969)                                           |
| 3e   | John Havlicek       | F/G   | 8      | 8           | 16             | 1              | Celtics de Boston (1963, 1964, 1965, 1966, 1968, 1969, 1974, 1976)                                           |
| 7e   | Frank Ramsey        | F/G   | 7      | 7           | 9              | -              | Celtics de Boston (1957, 1959, 1960, 1961, 1962, 1963, 1964)                                                 |
| 7e   | Robert Horry        | F     | 7      | 7           | 15             | 0              | Rockets de Houston (1994, 1995), Lakers de Los Angeles (2000, 2001, 2002), Spurs de San Antonio (2005, 2007) |
| 9e   | Bob Cousy           | G     | 6      | 6           | 14             | -              | Celtics de Boston (1957, 1959, 1960, 1961, 1962, 1963)                                                       |
| 9e   | Jim Loscutoff       | F     | 6      | 6           | 9              | -              | Celtics de Boston (1957, 1959, 1961, 1962, 1963, 1964)                                                       |
| 9e   | Kareem Abdul-Jabbar | C     | 6      | 10          | 20             | 2              | Bucks de Milwaukee (1971), Lakers de Los Angeles (1980, 1982, 1985, 1987, 1988)                              |
| 9e   | Michael Jordan      | G     | 6      | 6           | 15             | 6              | Bulls de Chicago (1991, 1992, 1993, 1996, 1997, 1998)                                                        |
| 9e   | Scottie Pippen      | F     | 6      | 6           | 17             | 0              | Bulls de Chicago (1991, 1992, 1993, 1996, 1997, 1998)                                                        |
| 14e  | George Mikan        | C     | 5      | 5           | 7              | -              | Lakers de Minneapolis (1949, 1950, 1952, 1953, 1954)                                                         |
| 14e  | Jim Pollard         | F     | 5      | 5           | 7              | -              | Lakers de Minneapolis (1949, 1950, 1952, 1953, 1954)                                                         |
| 14e  | Slater Martin       | G     | 5      | 7           | 11             | -              | Lakers de Minneapolis (1950, 1952, 1953, 1954, 1958)                                                         |
| 14e  | Larry Siegfried     | G     | 5      | 5           | 9              | -              | Celtics de Boston (1964, 1965, 1966, 1968, 1969)                                                             |
| 14e  | Don Nelson          | F     | 5      | 6           | 14             | -              | Celtics de Boston (1966, 1968, 1969, 1974, 1976)                                                             |
| 14e  | Michael Cooper      | F/G   | 5      | 8           | 12             | 0              | Lakers de Los Angeles (1980, 1982, 1985, 1987, 1988)                                                         |
| 14e  | Magic Johnson       | G     | 5      | 9           | 13             | 3              | Lakers de Los Angeles (1980, 1982, 1985, 1987, 1988)                                                         |
| 14e  | Dennis Rodman       | F     | 5      | 6           | 14             | 0              | Pistons de Détroit (1989, 1990), Bulls de Chicago (1996, 1997, 1998)                                         |
| 14e  | Steve Kerr          | G     | 5      | 5           | 15             | 0              | Bulls de Chicago (1996, 1997, 1998), Spurs de San Antonio (1999, 2003)                                       |
| 14e  | Ron Harper          | G     | 5      | 5           | 15             | 0              | Bulls de Chicago (1996, 1997, 1998), Lakers de Los Angeles (2000, 2001)                                      |
| 14e  | Tim Duncan          | F/C   | 5      | 6           | 19             | 3              | Spurs de San Antonio (1999, 2003, 2005, 2007, 2014)                                                          |
| 14e  | Kobe Bryant         | G     | 5      | 7           | 20             | 2              | Lakers de Los Angeles (2000, 2001, 2002, 2009, 2010)                                                         |
| 14e  | Derek Fisher        | G     | 5      | 8           | 18             | 0              | Lakers de Los Angeles (2000, 2001, 2002, 2009, 2010)                                                         |
| 27e  | Vern Mikkelsen      | F     | 4      | 5           | 10             | -              | Lakers de Minneapolis (1950, 1952, 1953, 1954)                                                               |
| 27e  | Frank Saul          | G     | 4      | 5           | 6              | -              | Royals de Rochester (1951), Lakers de Minneapolis (1952, 1953, 1954)                                         |
| 27e  | Bill Sharman        | G     | 4      | 4           | 11             | -              | Celtics de Boston (1957, 1959, 1960, 1961)                                                                   |
| 27e  | Jamaal Wilkes       | F/G   | 4      | 6           | 12             | 0              | Warriors de Golden State (1975), Lakers de Los Angeles (1980, 1982, 1985)                                    |
| 27e  | Robert Parish       | C     | 4      | 5           | 21             | 0              | Celtics de Boston (1981, 1984, 1986), Bulls de Chicago (1997)                                                |
| 27e  | Kurt Rambis         | F     | 4      | 6           | 14             | 0              | Lakers de Los Angeles (1982, 1985, 1987, 1988)                                                               |
| 27e  | John Salley         | F/C   | 4      | 5           | 11             | 0              | Pistons de Détroit (1989, 1990), Bulls de Chicago (1996), Lakers de Los Angeles (2000)                       |
| 27e  | Will Perdue         | C     | 4      | 4           | 13             | 0              | Bulls de Chicago (1991, 1992, 1993), Spurs de San Antonio (1999)                                             |
| 27e  | Horace Grant        | F/C   | 4      | 5           | 16             | 0              | Bulls de Chicago (1991, 1992, 1993), Lakers de Los Angeles (2001)                                            |
| 27e  | Shaquille O'Neal    | C     | 4      | 6           | 19             | 3              | Lakers de Los Angeles (2000, 2001, 2002), Heat de Miami (2006)                                               |
| 27e  | Manu Ginóbili       | G     | 4      | 5           | 16             | 0              | Spurs de San Antonio (2003, 2005, 2007, 2014)                                                                |
| 27e  | Tony Parker         | G     | 4      | 5           | 18             | 1              | Spurs de San Antonio (2003, 2005, 2007, 2014)                                                                |
| 27e  | LeBron James        | F/G   | 4      | 10          | 20             | 4              | Heat de Miami (2012, 2013), Cavaliers de Cleveland (2016), Lakers de Los Angeles (2020)                      |
| 27e  | Stephen Curry       | PG    | 4      | 6           | 14             | 1              | Warriors de Golden State (2015, 2017, 2018, 2022)                                                            |
| 27e  | Draymond Green      | F     | 4      | 6           | 11             | 0              | Warriors de Golden State (2015, 2017, 2018, 2022)                                                            |
| 27e  | Andre Iguodala      | F/G   | 4      | 6           | 19             | 1              | Warriors de Golden State (2015, 2017, 2018, 2022)                                                            |
| 27e  | Klay Thompson       | SG    | 4      | 6           | 10             | 0              | Warriors de Golden State (2015, 2017, 2018, 2022)                                                            |
| 40e  | Bob Harrison        | G     | 3      | 3           | 9              | -              | Lakers de Minneapolis (1950, 1952, 1953)                                                                     |
| 40e  | Clyde Lovellette    | C     | 3      | 5           | 11             | -              | Lakers de Minneapolis (1954), Celtics de Boston (1963, 1964)                                                 |
| 40e  | Gene Conley         | F/C   | 3      | 3           | 6              | -              | Celtics de Boston (1959, 1960, 1961)                                                                         |
| 40e  | Willie Naulls       | F     | 3      | 3           | 10             | -              | Celtics de Boston (1964, 1965, 1966)                                                                         |
| 40e  | Paul Silas          | F     | 3      | 4           | 16             | 0              | Celtics de Boston (1974, 1976), SuperSonics de Seattle (1979)                                                |
| 40e  | Dennis Johnson      | G     | 3      | 6           | 14             | 1              | Supersonics de Seattle (1979), Celtics de Boston (1984, 1986)                                                |
| 40e  | Larry Bird          | F     | 3      | 5           | 13             | 2              | Celtics de Boston (1981, 1984, 1986)                                                                         |
| 40e  | Kevin McHale        | F     | 3      | 5           | 13             | 0              | Celtics de Boston (1981, 1984, 1986)                                                                         |
| 40e  | Gerald Henderson    | G     | 3      | 3           | 13             | 0              | Celtics de Boston (1981, 1984), Pistons de Détroit (1990)                                                    |
| 40e  | Byron Scott         | G     | 3      | 6           | 14             | 0              | Lakers de Los Angeles (1985, 1987, 1988)                                                                     |
| 40e  | James Worthy        | F     | 3      | 7           | 12             | 1              | Lakers de Los Angeles (1985, 1987, 1988)                                                                     |
| 40e  | A.C. Green          | F     | 3      | 5           | 16             | 0              | Lakers de Los Angeles (1987, 1988, 2000)                                                                     |
| 40e  | B. J. Armstrong     | G     | 3      | 3           | 11             | 0              | Bulls de Chicago (1991, 1992, 1993)                                                                          |
| 40e  | James Edwards       | C     | 3      | 4           | 19             | 0              | Pistons de Détroit (1989, 1990), Bulls de Chicago (1996)                                                     |
| 40e  | Bill Cartwright     | C     | 3      | 3           | 15             | 0              | Bulls de Chicago (1991, 1992, 1993)                                                                          |
| 40e  | Stacey King         | F/C   | 3      | 3           | 8              | 0              | Bulls de Chicago (1991, 1992, 1993)                                                                          |
| 40e  | John Paxson         | G     | 3      | 3           | 11             | 0              | Bulls de Chicago (1991, 1992, 1993)                                                                          |
| 40e  | Scott Williams      | F/C   | 3      | 3           | 15             | 0              | Bulls de Chicago (1991, 1992, 1993)                                                                          |
| 40e  | Mario Elie          | F/G   | 3      | 3           | 11             | 0              | Rockets de Houston (1994, 1995), Spurs de San Antonio (1999)                                                 |
| 40e  | Sam Cassell         | G     | 3      | 3           | 15             | 0              | Rockets de Houston (1994, 1995), Celtics de Boston (2008)                                                    |
| 40e  | Randy Brown         | G     | 3      | 3           | 12             | 0              | Bulls de Chicago (1996, 1997, 1998)                                                                          |
| 40e  | Jud Buechler        | F     | 3      | 3           | 12             | 0              | Bulls de Chicago (1996, 1997, 1998)                                                                          |
| 40e  | Toni Kukoč          | F     | 3      | 3           | 10             | 0              | Bulls de Chicago (1996, 1997, 1998)                                                                          |
| 40e  | Rick Fox            | F     | 3      | 4           | 13             | 0              | Lakers de Los Angeles (2000, 2001, 2002)                                                                     |
| 40e  | Devean George       | F     | 3      | 3           | 11             | 0              | Lakers de Los Angeles (2000, 2001, 2002)                                                                     |
| 40e  | Brian Shaw          | G     | 3      | 4           | 14             | 0              | Lakers de Los Angeles (2000, 2001, 2002)                                                                     |
| 40e  | Bruce Bowen         | F     | 3      | 3           | 13             | 0              | Spurs de San Antonio (2003, 2005, 2007)                                                                      |
| 40e  | Udonis Haslem       | F     | 3      | 6           | 20             | 0              | Heat de Miami (2006, 2012, 2013)                                                                             |
| 40e  | Dwyane Wade         | G     | 3      | 5           | 16             | 1              | Heat de Miami (2006, 2012, 2013)                                                                             |
| 40e  | James Jones         | F/G   | 3      | 7           | 13             | 0              | Heat de Miami (2012, 2013), Cavaliers de Cleveland (2016)                                                    |
| 40e  | Danny Green         | G     | 3      | 4           | 14             | 0              | Spurs de San Antonio (2014), Raptors de Toronto (2019), Lakers de Los Angeles (2020)                         |
| 40e  | Shaun Livingston    | G     | 3      | 5           | 14             | 0              | Warriors de Golden State (2015, 2017, 2018)                                                                  |
| 40e  | Patrick McCaw       | G     | 3      | 3           | 5              | 0              | Warriors de Golden State (2017, 2018), Raptors de Toronto (2019)                                             |
| 40e  | JaVale McGee        | C     | 3      | 3           | 15             | 0              | Warriors de Golden State (2017, 2018), Lakers de Los Angeles (2020)                                          |
| 40e  | Kevon Looney        | C     | 3      | 4           | 8              | 0              | Warriors de Golden State (2017, 2018, 2022)                                                                  |